# Władysław Mazurkiewicz (profesor)

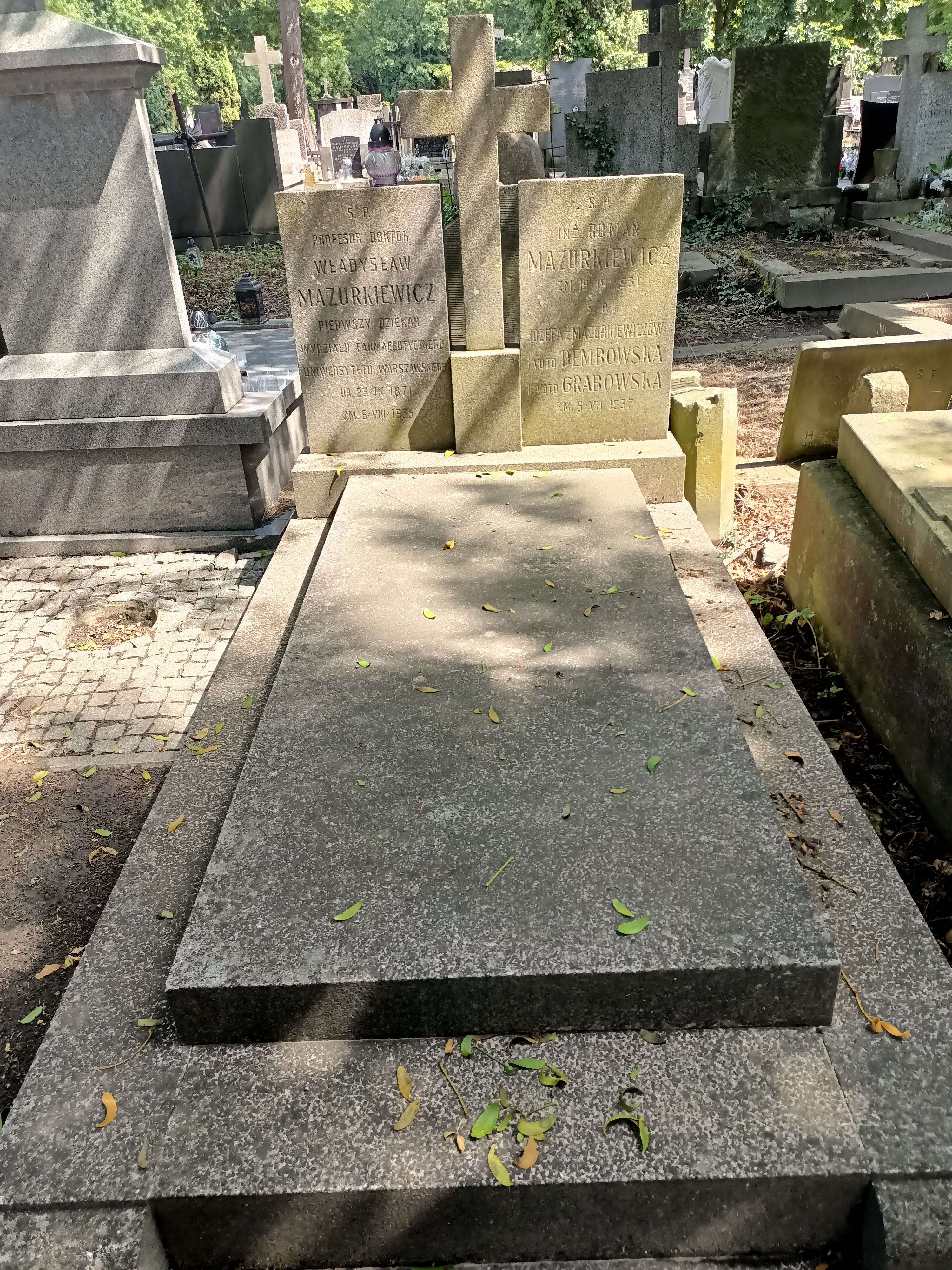
Grób profesora Władysława Kiewicza na cmentarzu Powązkowskim

Władysław Mazurkiewicz (ur. 23 września 1871 w Kamieniu w pow. owruckim, zm. 6 sierpnia 1933 w Warszawie) – polski lekarz, profesor farmakognozji i botaniki lekarskiej Uniwersytetu Warszawskiego, założyciel Unii Narodowo-Państwowej w 1922 roku.

## Życiorys
Syn Jana i Alojzy Ramuld-Wiszniewskiej. Uczęszczał do gimnazjum klasycznego w Mozyrzu nad Prypecią, później w Petersburgu, gdzie uzyskał maturę. Jako uczeń działał w konspiracyjnym „Kole Oświaty Ludowej”. Studiował nauki przyrodnicze na wydziale matematyczno-przyrodniczym Cesarskiego Uniwersytetu Petersburskiego. Nie ukończywszy ich wstąpił do Cesarskiej Wojskowej Akademii Medycznej. Brał udział w strajku studenckim w 1892 po pierwszym roku studiów. Był członkiem „Koła” studenckiego - organizacji politycznej i samokształceniowej oraz Polskiej Partii Socjalistycznej (PPS), między innymi zajmował się przewożeniem nielegalnej literatury przez tzw. „Odessę” (to jest z Finlandii do Rosji), uruchomioną wiosną 1900. Studia ukończył w 1900.
Miał wyjechać do Łodzi, ale na prośbę partii wziął udział w organizacji ucieczki aresztowanego Józefa Piłsudskiego, przebywającego od marca 1901 na obserwacji w szpitalu dla umysłowo chorych Mikołaja Cudotwórcy w Petersburgu. Dzięki rozległym stosunkom swego ojca w Petersburgu dostał posadę lekarza w tym szpitalu. W czasie dyżuru lekarskiego 1 maja?/14 maja 1901 wyprowadził J. Piłsudskiego ze szpitala. Po ucieczce schronił się w Galicji, a następnie udał się na studia w Wiedniu i Pradze.
W 1903 redagował „Gazetę Robotniczą” w Katowicach. Podczas rewolucji 1905 utrzymywał stały kontakt z władzami PPS w Królestwie Kongresowym, przewoził „bibułę” przez granicę, był wyznaczony na komendanta okręgu łomżyńskiego na wypadek powstania.
W 1905 przeniósł się do Lwowa, gdzie został asystentem Zakładu Farmakologii i Farmakognozji u prof. Leona Popielskiego. Nie przerywając działalności w PPS prowadził prace nad fizjologią trzustki i gruczołów ślinowych. W 1907 wyjechał do Szwajcarii, do Berna, na specjalizację u farmakognosty Alexandra Tschircha. W 1909 doktoryzował się, a następnie habilitował we Lwowie w 1912. Uzyskawszy stypendium Akademii Umiejętności, wyjechał do Zurychu.
Postanowieniem Cesarza Franciszka Józefa I z 16 sierpnia 1914 r. mianowany profesorem nadzwyczajnym farmakognozji Uniwersytetu Lwowskiego. Zabiegał o reformę studiów farmaceutycznych. W 1916 powołany został na wykładowcę farmakognozji na Uniwersytecie Warszawskim. Zasłużył się jako dydaktyk, naukowiec i organizator studiów medyczno-farmaceutycznych. W latach 1917–1919 organizował Wydział Lekarski Uniwersytetu Warszawskiego, był dziekanem Wydziału (1917/18–1918/19), przewodniczącym Delegacji, potem Państwowej Komisji Farmakopei (do 1933), członkiem Komitetu Kasy im. Mianowskiego (1917–1918). W czasie wojny polsko-bolszewickiej był członkiem Rady Obrony Stolicy, zorganizował czołówki sanitarne i pociąg sanitarny „Komendant”.
W 1919 został profesorem zwyczajnym farmakognozji, a w 1922 dodatkowo profesorem botaniki lekarskiej. Od 1920 był dyrektorem Oddziału Farmaceutycznego przy Wydziale Lekarskim Uniwersytetu Warszawskiego. Po usilnych staraniach przyczynił się do reformy studiów farmaceutycznych i doprowadził do utworzenia pierwszego w Polsce samodzielnego Wydziału Farmaceutycznego Uniwersytetu Warszawskiego (utworzonego rozporządzeniem Ministra Wyznań Religijnych i Oświecenia Publicznego z dnia 29 stycznia 1926). Został jego pierwszym dziekanem.
Opublikował kilkanaście prac w polskich i obcych czasopismach.
Pochowany 9 sierpnia 1933 na cmentarzu Stare Powązki (kwatera c-10-1).

## Ordery i odznaczenia
- Krzyż Komandorski Orderu Odrodzenia Polski (8 listopada 1930)[5]
- Krzyż Niepodległości (12 marca 1931)[6]